# Гарт, Юлиус
Юлиус Гарт (нем. Julius Hart; 9 апреля 1859, Мюнстер — 7 июля 1930, Берлин) — немецкий поэт, журналист и писатель; младший брат Генриха Гарта вместе с которым был участником новейшего литературного движения в Германии (Jüngstdeutschen), оказавшим большое влияние главным образом искренностью протеста против рутины и пошлости в немецкой литературе.

## Биография
Юлиус Гарт родился 9 апреля 1859 года в Мюнстере; учился в родном городе в Паулинской гимназии.
В начале 1880-х годов Юлиус вместе с братом возглавлял литературную богему, восставшую против эпигонов классической эпохи во имя натурализма. Фридрихсгагенский кружок, названный так по месту жительства братьев Гарт близ Берлина, включал в себя все развернувшиеся потом литературные таланты, в том числе Гауптмана и Арно Гольца.
Братья Гарт основывали журналы, принимали участие почти во всех литературных предприятиях, отстаивавших новые принципы, содействовали основанию так называемых «свободных сцен» (freie Bühne). 
В 1881 году братья снова переехали в Берлин. Здесь они издавали журнал Kritische Waffengangen (1882–1884), который можно рассматривать как источник литературного натурализма в Германии. Хотя все статьи братья Харт написали сами, вскоре в их круг вошли такие авторы, как Вильгельм Арент, Герман Конради и Карл Хенкель. Их более умеренные взгляды привели к тому, что центр натуралистического движения переместился в Мюнхен.
Когда чисто литературное влияние братьев, сделав своё дело, стало ослабевать, они начали проповедовать новые этические идеалы, основали «Новую общину» (Neue Gemeinde), продолжая группировать вокруг себя верующих приверженцев. Личное обаяние обоих братьев было одинаково велико, хотя, по свидетельству лиц к ним близких, младший брат, Юлиус, — более вдохновенная и поэтичная натура.

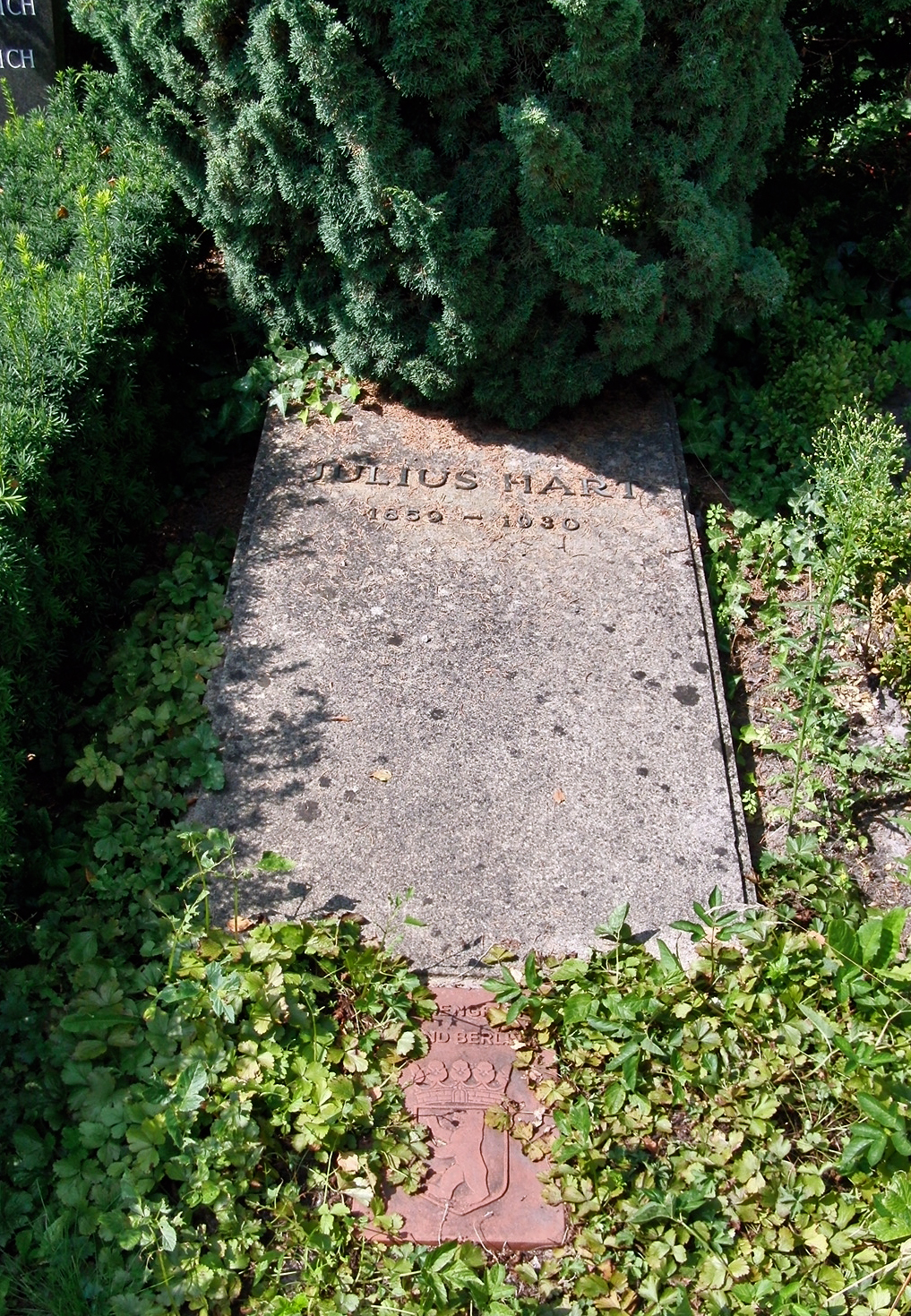
Могила Юлиуса Гарта на Целендорфском кладбище

Оба брата гораздо значительнее как критики, нежели как поэты. Их первый и самый выдающийся совместный труд — «Kritische Waffengänge» (1882—84), в котором они систематически разрушали все прежние авторитеты (Шпильгагена, Поля Линдау, драматурга Ларонжа и др.). Ту же пропаганду они вели в основанном Г. Гартом в 1885 году журнале «Berliner Monatshefte für Dichtung und Kritik» (существововавшем только шесть месяцев), где провозглашена была идеалистическая программа. Братья Гарт издавали также «Kritisches Jahrbuch» (1889—1891).
Отдельные критические и историко-литературные труды Юлиуса Гарта: Geschichte der Weltliteratur (1894—97) и более ранний сборник Blüthenlese aus spanischen u. persischen Dichtern (1883—85). Гораздо интереснее философский труд Юлиуса Гарта Der Neue Gott. Основная идея книги — «Бог есть мир, а мир есть человек». Автор выступает ярым противником Ницше, проповедником мистической религии и мистической жизни, но на самом деле находится под сильным влиянием Ницше и его индивидуализма. Юлиан Харт совершенно разделяет презрение Ницше к «слишком многим»; самая манера изложения в Der Neue Gott тоже навеяна Ницше. И Юлиус Гарт, и его старший брат — поэты, но, в противоположность своим критическим теориям, оба они в поэзии эклектики старой школы. Юлиану Харту принадлежат лирические сборники Sansara (1879), Homo Sum (1890), с вводной статьей Die Zukunft der Lyrik, и Triumph des Lebens (1899). Основные мотивы всех этих сборников — тяготение к высотам духа, стремление уйти в священную тишину природы; эти общие места разработаны вялым и сухим академическим стихом.
Генрих Гарт умер 7 июля 1930 года в Берлине, пережив брата Генриха почти на четверть века.